# Persone di nome Innocenzo
| Questa pagina contiene informazioni ricavate automaticamente dalle voci biografiche con l'ausilio del template Bio e di un bot. L'aggiornamento è periodico e automatico e ricostruisce completamente la pagina. Se manca una persona in questa lista, sei pregato di non aggiungerla, ma accertati piuttosto che la sua voce biografica contenga il template Bio e che i dati anagrafici siano correttamente compilati. Se il template Bio manca, inseriscilo tu stesso o, in alternativa, metti l'avviso {{tmp\|Bio}} che ne segnala la mancanza. Se i dati riportati sono sbagliati, correggi direttamente la voce biografica; le modifiche saranno visibili in questa lista entro pochi giorni. Per chiarimenti vedi il progetto antroponimi. La lista contiene solo le 57 persone che sono citate nell'enciclopedia e per le quali è stato implementato correttamente il template Bio. Pagina aggiornata al 23 mag 2025. |

Questa è una lista di persone presenti nell'enciclopedia che hanno il nome Innocenzo, suddivise per attività principale.

## Architetti(2)
- Innocenzo Mangani, architetto e scultore italiano (Firenze, n. 1608 - Palmi, † 1678)
- Innocenzo Sabbatini, architetto italiano (Osimo, n. 1891 - Osimo, † 1983)

## Arcivescovi cattolici(1)
- Innocenzo Gorgoni, arcivescovo cattolico italiano (Galatina, n. 1708 - Roma, † 1774)

## Avvocati(1)
- Innocenzo Cappa, avvocato e politico italiano (Torino, n. 1875 - Milano, † 1954)

## Calciatori(1)
- Innocenzo Donina, calciatore italiano (Cogno, n. 1950 - Bergamo, † 2020)

## Cardinali(5)
- Innocenzo Ciocchi del Monte, cardinale italiano (Borgo San Donnino, n. 1532 - Roma, † 1577)
- Innocenzo Conti, cardinale e arcivescovo cattolico italiano (Roma, n. 1731 - Frascati, † 1785)
- Innocenzo Cybo, cardinale italiano (Genova, n. 1491 - Roma, † 1550)
- Innocenzo Del Bufalo-Cancellieri, cardinale e vescovo cattolico italiano (Roma, n. 1566 - Roma, † 1610)
- Innocenzo Ferrieri, cardinale italiano (Fano, n. 1810 - Roma, † 1887)

## Economisti(1)
- Innocenzo Cipolletta, economista e dirigente d'azienda italiano (Roma, n. 1941)

## Fondisti(1)
- Innocenzo Chatrian, fondista italiano (Torgnon, n. 1927 - Moena, † 2019)

## Ingegneri(1)
- Innocenzo Costantini, ingegnere italiano (Osimo, n. 1881 - Roma, † 1962)

## Militari(2)
- Innocenzo Contini, militare e partigiano italiano (Torino, n. 1922 - Cairo Montenotte, † 1944)
- Innocenzo Ragusa, ufficiale italiano (Crotone, n. 1909 - Mediterraneo Centrale, † 1943)

## Nobili(2)
- Innocenzo Odescalchi, IV principe Odescalchi, nobile italiano (Roma, n. 1778 - Obermeidling, † 1833)
- Innocenzo a Prato, nobile, storico e letterato italiano (Segonzano, n. 1550 - Trento, † 1615)

## Pallavolisti(1)
- Innocenzo Di Manno, pallavolista italiano (Staten Island, n. 1982)

## Papi(13)
- Papa Innocenzo I, papa, vescovo e santo italiano (Albano Laziale - Roma, † 417)
- Papa Innocenzo II, papa, vescovo cattolico e cardinale italiano (Roma - Roma, † 1143)
- Papa Innocenzo III, papa e cardinale italiano (Gavignano, n. 1161 - Perugia, † 1216)
- Papa Innocenzo IV, papa, cardinale e vescovo cattolico italiano (Lavagna - Napoli, † 1254)
- Papa Innocenzo V, papa, arcivescovo cattolico e cardinale francese (Champagny-en-Vanoise - Roma, † 1276)
- Papa Innocenzo VI, papa, vescovo cattolico e cardinale francese (Beyssac, n. 1282 - Avignone, † 1362)
- Papa Innocenzo VII, papa, cardinale e arcivescovo cattolico italiano (Sulmona - Roma, † 1406)
- Papa Innocenzo VIII, papa, vescovo cattolico e cardinale italiano (Genova, n. 1432 - Roma, † 1492)
- Papa Innocenzo IX, papa, vescovo cattolico e cardinale italiano (Bologna, n. 1519 - Roma, † 1591)
- Papa Innocenzo X, papa, vescovo cattolico e cardinale italiano (Roma, n. 1574 - Roma, † 1655)
- Papa Innocenzo XI, papa, vescovo cattolico e cardinale italiano (Como, n. 1611 - Roma, † 1689)
- Papa Innocenzo XII, papa, vescovo cattolico e cardinale italiano (Spinazzola, n. 1615 - Roma, † 1700)
- Papa Innocenzo XIII, papa, arcivescovo cattolico e cardinale italiano (Poli, n. 1655 - Roma, † 1724)

## Partigiani(1)
- Innocenzo Fergnani, partigiano italiano (Castel Bolognese, n. 1915 - Forno di Zoldo, † 1944)

## Pittori(4)
- Innocenzo Ansaldi, pittore, storico dell'arte e poeta italiano (Pescia, n. 1734 - Pescia, † 1816)
- Innocenzo da Imola, pittore e disegnatore italiano (Imola, n. 1490 - Bologna, † 1550)
- Innocenzo Martini, pittore italiano (Parma, n. 1551 - Parma, † 1623)
- Innocenzo Tacconi, pittore italiano (Bologna, n. 1575 - Roma)

## Politici(1)
- Innocenzo Leontini, politico italiano (Ispica, n. 1959)

## Presbiteri(4)
- Innocenzo da Caltagirone, presbitero e religioso italiano (Caltagirone, n. 1589 - Caltagirone, † 1655)
- Innocenzo da Berzo, presbitero italiano (Niardo, n. 1844 - Bergamo, † 1890)
- Innocenzo dell'Immacolata, presbitero e religioso spagnolo (Santa Cecilia del Valle de Oro, n. 1887 - Turón, † 1934)
- Innocenzo Le Masson, presbitero, teologo e monaco cristiano francese (Noyon, n. 1627 - Saint-Pierre-de-Chartreuse, † 1703)

## Principi(1)
- Innocenzo Francesco del Liechtenstein, principe austriaco (Roma, n. 1693 - Vienna, † 1707)

## Religiosi(3)
- Innocenzo Innocenti, religioso italiano (Todi, n. 1624 - Chiatri, † 1697)
- Innocenzo d'Alaska, religioso e santo russo (Anginskoe, n. 1797 - Mosca, † 1879)
- Innocenzo Polcari, religioso, gesuita e scrittore italiano (Ceppaloni, n. 1818 - Benevento, † 1908)

## Scienziati(1)
- Innocenzo Manzetti, scienziato e inventore italiano (Aosta, n. 1826 - Aosta, † 1877)

## Scultori(3)
- Innocenzo Fraccaroli, scultore italiano (Castelrotto di Valpolicella, n. 1805 - Milano, † 1882)
- Innocenzo da Petralia, scultore e religioso italiano (Petralia Sottana, n. 1592 - Palermo, † 1648)
- Innocenzo Spinazzi, scultore italiano (Roma, n. 1726 - Firenze, † 1798)

## Storici(1)
- Innocenzo Cervelli, storico italiano (Roma, n. 1942 - Napoli, † 2017)

## Vescovi(2)
- Innocenzo di Tortona, vescovo e santo romano (Tortona, n. 285 - † 353)
- Innocenzo di Verona, vescovo e santo italiano (Verona - † 445)

## Vescovi cattolici(4)
- Innocenzo Maria Liruti, vescovo cattolico e teologo italiano (Villafredda, n. 1741 - Verona, † 1827)
- Innocenzo Massimo, vescovo cattolico e diplomatico italiano (Roma, n. 1581 - Catania, † 1633)
- Innocenzo Milliavacca, vescovo cattolico italiano (Milano, n. 1635 - Asti, † 1714)
- Innocenzo Castracane degli Antelminelli, vescovo cattolico italiano (Urbino, n. 1780 - † 1848)

## Senza attività specificata(1)
- Innocenzo, romano (Roma, † 258)